# Petroleum Chemistry
Petroleum Chemistry (russisch Neftekhimiya) ist eine Peer-Review-Fachzeitschrift, die sich schwerpunktmäßig mit Petrochemie beschäftigt. Die Zeitschrift wird sowohl in englischer Sprache als Petroleum Chemistry von Springer Nature sowie in russischer Sprache als Neftekhimiya von Pleiades Publishing in russischer Sprache verlegt. Akzeptiert werden nur Einreichungen von der wissenschaftlichen Community der ehemaligen Sowjetunion.
Die Erstausgabe der Zeitschrift erschien 1961, der erste Chefredakteur war Alexander Wassiljewitsch Toptschijew. Aktueller Chefredakteur der Zeitschrift ist Anton Maximov von der Russischen Akademie der Wissenschaften und dem Topchiev Institute of Petrochemical Synthesis.
Der Impact Factor der Zeitschrift betrug 2020 1,029. Damit belegte die Zeitschrift in der Kategorie Organische Chemie Rang 49 von 57, in der Kategorie Physikalische Chemie Rang 152 von 162, in der Kategorie Energie & Kraftstoffe Rang 102 von 114, in der Kategorie Chemieingenieurwesen Rang 115 von 143 und in der Kategorie Petroingenieurwesen Rang 12 von 20.